# Didier Flament
Didier Flament (* 4. Januar 1951 in Tourcoing) ist ein ehemaliger französischer Fechter, der hauptsächlich mit dem Florett focht.

## Erfolge
Didier Flament wurde 1978 in Hamburg im Einzel Weltmeister. Im Mannschaftswettbewerb gewann er im selben Jahr sowie 1982 in Rom jeweils Silber, nachdem er bereits 1974 in Grenoble Bronze gewonnen hatte. Er nahm an zwei Olympischen Spielen teil: 1976 zog er in Montreal mit der Florett-Mannschaft ins Halbfinale ein, das gegen Italien verloren wurde. Im Gefecht um Bronze setzte er sich mit der Mannschaft anschließend gegen die Sowjetunion durch. Mit der Säbel-Mannschaft belegte er den siebten Rang. Bei den Olympischen Spielen 1980 in Moskau erreichte er mit der Mannschaft ungeschlagen das Finale, in dem die französische Equipe gegen die Sowjetunion knapp mit 8:8-Siegen und 68:60-Treffern den ersten Platz belegte. Gemeinsam mit Philippe Bonnin, Bruno Boscherie, Pascal Jolyot und Frédéric Pietruszka wurde Flament somit Olympiasieger. Die Einzelkonkurrenz schloss er auf dem 23. Rang ab.